# Kantenschleifmaschine

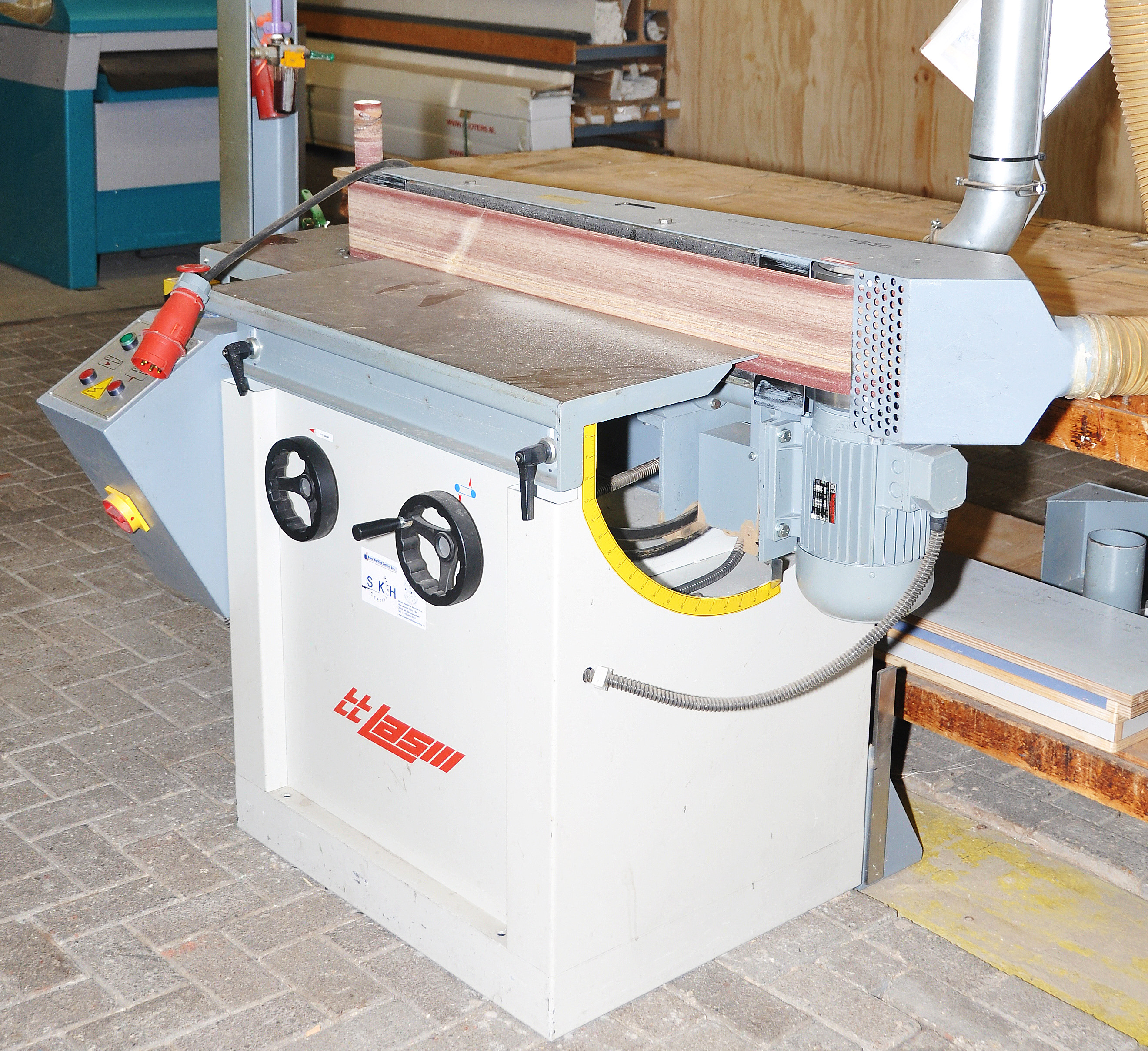
Kantenschleifmaschine

Eine Kantenschleifmaschine ist eine Schleifmaschine  mit einem endlosen Schleifband, das über zwei senkrechte Rollen läuft. Sie wird zur Holzbearbeitung, speziell zum Schleifen von Holzkanten und Furnierkanten eingesetzt. 

## Anwendungen
Die Kantenschleifmaschine ist besonders gut geeignet, um durch Schleifen die Oberflächenqualität von plattenförmigen Bauteilen, Balken, Rahmen und Formteilen aus Massivholz oder Holz mit furnierten Oberflächen zu verbessern. 
Es können schräge, gerade oder geschweifte Kanten bearbeitet werden.
Bei einem ausreichend breiten Schleifband ist auch das Einpassen von Vollholzschubkästen möglich.

## Sicherheitshinweise (für Mensch, Maschine und Werkstück)
Beim Schleifen an Kantenschleifmaschinen wirkt die Bearbeitungskraft der Maschine, nicht wie etwa bei der Formatkreissäge gegen das Werkstück, sondern in Richtung der Bandbewegung. Deshalb müssen besonders kleine oder stirnseitig zu bearbeitende Werkstücke beim Zuführen an das Schleifband unbedingt an einem auf dem Arbeitstisch angebrachten Anschlag entlanggeführt werden. Andernfalls kann das Werkstück wegfliegen und sich selbst, Teile der Umgebung, schlimmstenfalls sich im Raum aufhaltende Menschen beschädigen oder verletzen.
Es dürfen nur Teile bearbeitet werden, die sicher gehalten und geführt werden können.
Beim Heranführen des Werkstücks an das Schleifband ist darauf zu achten, dass man keinen Finger zwischen Werkstück und Werkstücktischanschlag hat. Das kann zu Quetschungen der Hand und zu unwinkligem Schleifen des Werkstücks führen.
Dauerhaft kann die Bandschleifmaschine durch Staub- und Lärmemission zu gravierenden Gesundheitsschäden führen. Daher ist stets auf einwandfreie Funktion der Absaugung zu achten und beim Arbeiten Gehörschutz zu tragen.
Um die Maschine und das Werkstück nicht zu beschädigen, darf mit der Holzbearbeitung erst begonnen werden, wenn die Maschine ihre volle Drehzahl erreicht hat.
Dass aus dem direkten körperlichen Kontakt mit dem laufenden Schleifband unangenehme Schürfverletzungen resultieren können, sollte klar sein.
Die Kantenschleifmaschine dient der Oberflächenbehandlung von Holz und ist nicht zur maßgeblichen Formgebung geeignet. Daher ist darauf zu achten, dass von einer Kante nicht mehrere Zentimeter weg geschliffen werden. Das ist erstens teuer, da verfrüht neue Schleifbänder gekauft werden müssen, zweitens besteht Brandgefahr durch sich aufstauende Reibungsenergie zwischen Werkstück und Schleifband. Deshalb gegebenenfalls vor dem Schleifen noch mal sägen oder hobeln.

## Sicherheitseinrichtungen
- (Bis auf den Arbeitsbereich) vollständig eingekapseltes Schleifband
- Das Schleifaggregat kann in jeder möglichen Arbeitsposition mit einer stabilen Zentralklemmung sicher festgehalten werden
- Strömungsgünstige Gestaltung der Stauberfassungselemente
- Bimetallsicherung, die die Maschine bei Überhitzung ausschaltet
- Nach dem Ausschalten stoppt das Schleifband in weniger als 10 Sekunden

## Aufbau und Einstellmöglichkeiten der Kantenschleifmaschine T48 von Johannsen
Über zwei gummierte Schleifbandrollen läuft ein endloses Schleifband. Dieses oszilliert um etwa 20 mm um ein streifenfreies schleifen zu garantieren.
Schleifband und Schleifbandrollen sind gemeinsam in ihrem Neigungswinkel zum waagerechten Auflagetisch (auch Werkstücktisch) verstellbar. Der Neigungswinkel lässt sich stufenlos von 90° bis 135° (zwischen Schleifband und Auflagetisch) einstellen. Dazu wird zunächst die Schleifarmklemmung (Aggregatklemmung) gelöst und anschließend der gewünschte Winkel an der Schleifarmneigungseinstellung mittels Handradspindel eingestellt. Der Winkel, der an der Schleifarmklemmung abgelesen werden kann, ist lediglich ein Richtwert und recht ungenau. Vor dem Schleifen ist die Schleifarmklemmung wieder handfest zu fixieren.
Die Höhe des Auflagetisches ist ebenfalls verstellbar, sodass das Schleifband in seiner gesamten Breite benutzt werden kann. Eine gleichmäßige Abnutzung wird auch dadurch gewährleistet, dass sich an der Bedientafel eine elektrisch gesteuerte Schleifbandhöhenoszillation zuschalten lässt.
Der Werkstücktischanschlag (Schleiftischanschlag) lässt sich stufenlos von 45° bis 135° (bezogen auf den Winkel zwischen Anschlag und Schleifband) verstellen.
Durch die Einstellbarkeit von Anschlags- und Aggregatneigungswinkel ist ein Schleifen fast aller gerader Kanten beliebiger Winkligkeit möglich. Der Auflagetisch bleibt dabei in waagerechter Position und die Werkstücke müssen nicht schräg gehalten werden.
Schweifungen können an der Umlenkrolle geschliffen werden.
Die T48 ist ausschließlich zum Schleifen von Massivholz, wie MDF, Spanplatte, Tischlerplatte oder holzfurnierte Oberflächen vorgesehen.